# Thyrassia
Thyrassia is een geslacht van vlinders van de familie bloeddrupjes (Zygaenidae), uit de onderfamilie Procridinae.

## Soorten
- T. aprepes Swinhoe, 1905
- T. inconcinna Swinhoe, 1892
- T. penangae (Moore, 1859)
- T. philippina Jordan, 1908
- T. procumbens Snellen
- T. scutellaris Jordan, 1925
- T. subcordata (Walker, 1854)
- T. virescens (Hampson, 1892)